# Bò Tây Tạng
Bò Tây Tạng (danh pháp khoa học: Bos grunniens) là một loài bò lông dài được tìm thấy trong suốt khu vực Himalaya ở miền nam Trung Á, bao gồm cao nguyên Thanh-Tạng và xa về phía bắc tới tận Mông Cổ. Ngoài các quần thể thuần hóa lớn còn có các quần thể nhỏ bò Tây Tạng hoang dã dễ thuần hóa. Từ gyag trong tiếng Tạng (chữ Tạng: གཡག་; Wylie: g.yag) chỉ được dùng để nói tới các con đực của loài này; còn con cái được gọi là dri hay nak. Trong một số ngôn ngữ vay mượn từ gyag, như tiếng Anh, người ta dùng từ yak để chỉ cả hai giới.
Bò Tây Tạng sống thành bầy. Bò đực hoang dã cao khoảng 2–2,2 m (tính tới vai), bò cái cao khoảng 1,6 m, còn bò thuần hóa cao khoảng 1,6–1,8 m. Cả hai giới đều có lông dài và rậm bờm xờm để giúp chúng không bị lạnh. Bò hoang có màu đen hay nâu. Bò nhà có thể có màu trắng. Cả bò đực lẫn bò cái đều có sừng. Bò Tây Tạng có thể sống tới trên 20 năm.

## Bò hoang
Bò hoang Tây Tạng (tiếng Tạng: drong) có thể cân nặng tới 1.200 kg (2.520 lb) và có chiều dài đầu và thân khoảng 3–3,4 m. Chúng thường tạo thành các nhóm từ 10 tới 30 con. Môi trường sống của chúng là các vùng đất cao không cây gỗ, như đồi, núi và sơn nguyên trên độ cao khoảng từ 3.200 m (10.500 ft) tới khoảng 5.400 m (18.000 ft). Về mặt sinh lý học, bò Tây Tạng đã thích nghi tốt với độ cao lớn, có tim và phổi to hơn so với bò ở các độ cao nhỏ hơn cũng như khả năng vận chuyển oxy lớn hơn theo đường máu. Ngược lại, bò Tây Tạng khó sống bình thường ở các độ cao nhỏ. Chúng ăn cỏ, địa y và các loài thực vật khác. Chúng được cách nhiệt bằng lớp lông trong rậm cũng như bằng lớp lông ngoài dài và bờm xờm. Bò Tây Tạng tiết ra một chất nhờn đặc biệt trong mồ hôi của chúng để giữ cho bộ lông trong bện lại và có tác dụng như một lớp cách nhiệt bổ sung. Chất tiết ra này được sử dụng trong y học dân gian Nepal. Nhiều con bò Tây Tạng hoang dã bị người dân giết để lấy thịt do đó hiện nay chúng là loài dễ thương tổn. Trong quá khứ, kẻ săn đuổi và ăn thịt bò Tây Tạng chính là sói Tây Tạng (Canis lupus chanco).

### Hành vi
Bò Tây Tạng là động vật sống theo đàn, đàn có thể bao gồm hàng trăm cá thể, mặc dù nhiều đàn nhỏ hơn nhiều. Trong đàn chủ yếu là con cái và con non của chúng, với một số nhỏ con đực trưởng thành. Những con đực thừa thường đơn độc, hoặc tìm thấy ở các nhóm nhỏ hơn nhiều, trung bình khoảng sáu cá thể. Mặc dù chúng có thể trở nên hung dữ khi bảo vệ con non, hoặc trong quá trình động đực, bò Tây Tạng hoang dã nói chung tránh con người, và có thể nhanh chóng chạy trốn cho khoảng cách rất xa nếu có bất kỳ tiếp cận nào.

## Bò nhà

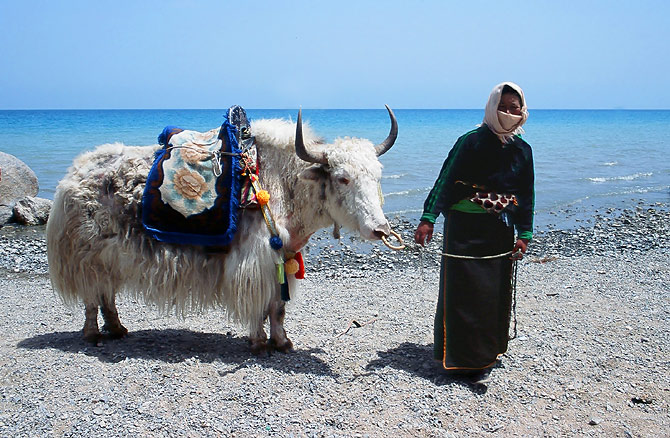
Người đàn bà với bò Tây Tạng tại hồ Thanh Hải.

Bò Tây Tạng nhà được nuôi giữ chủ yếu để lấy sữa, lông và thịt, cũng như để kéo cày hay kéo xe. Chúng vận chuyển hàng hóa đi khắp các đèo núi cho những người nông dân và nhà buôn địa phương cũng như cho các đoàn thám hiểm và leo núi. Phân bò thậm chí cũng được đốt như là nguồn nhiên liệu. Sữa bò thường được chế biến thành phô mai gọi là chhurpi trong tiếng Tạng và tiếng Nepal, và byaslag trong tiếng Mông Cổ. Bơ làm từ sữa bò Tây Tạng là một thành phần của trà bơ mà người Tạng tiêu thụ với số lượng lớn cũng như được dùng làm đèn và các tượng bơ dùng trong các lễ hội tôn giáo.
Thường thì dạng bò Tây Tạng chuyên dùng chở đồ trên thực tế là con lai giao phối chéo giữa bò Tây Tạng với Bos taurus (bò nhà). Những con bò này trong tiếng Tạng gọi là dzo hay dzopkyo còn trong tiếng Mông Cổ thì là khainag.
Lông bò Tây Tạng mềm và mượt với một số màu; như xám, nâu, đen và trắng. Các sợi lông này dài khoảng 3 cm (1,2 inch) và được chải hay lột từ thân bò và sau đó đem khử lông. Kết quả thu được là các sợi lông tơ có thể đánh thành cuộn để dệt hay đan. Lông bò được làm thành dây chão, thảm và nhiều sản phẩm khác. Da của chúng được dùng để sản xuất giày da và túi xách.
Bò Tây Tạng nhà giao phối trong khoảng tháng 7-9; bò cái có thể thụ thai ở độ tuổi 3–4 năm, đẻ con trong khoảng từ tháng 4 tới tháng 6 sau mỗi khoảng thời gian khoảng 2-3 năm, dường như phụ thuộc vào nguồn cung cấp thức ăn. Chu kỳ mang thai khoảng 9 tháng. Do không có số liệu nên người ta cho rằng bò Tây Tạng hoang cũng có hành vi sinh sản tương tự. Bò con (bê) bú mẹ khoảng 1 năm trước khi tự do kiếm ăn.

## Thể thao
Tại một số nơi ở Tây Tạng, đua bò Tây Tạng được coi là trò giải trí thu hút tại các lễ hội truyền thống của người Tạng.
Gần đây hơn, các môn thể thao với sự tham gia của bò Tây Tạng thuần hóa, như xki bò Tây Tạng hay polo bò Tây Tạng, đang được tiếp thị như là những nét hấp dẫn du khách tại khu vực này.

## Thư viện ảnh

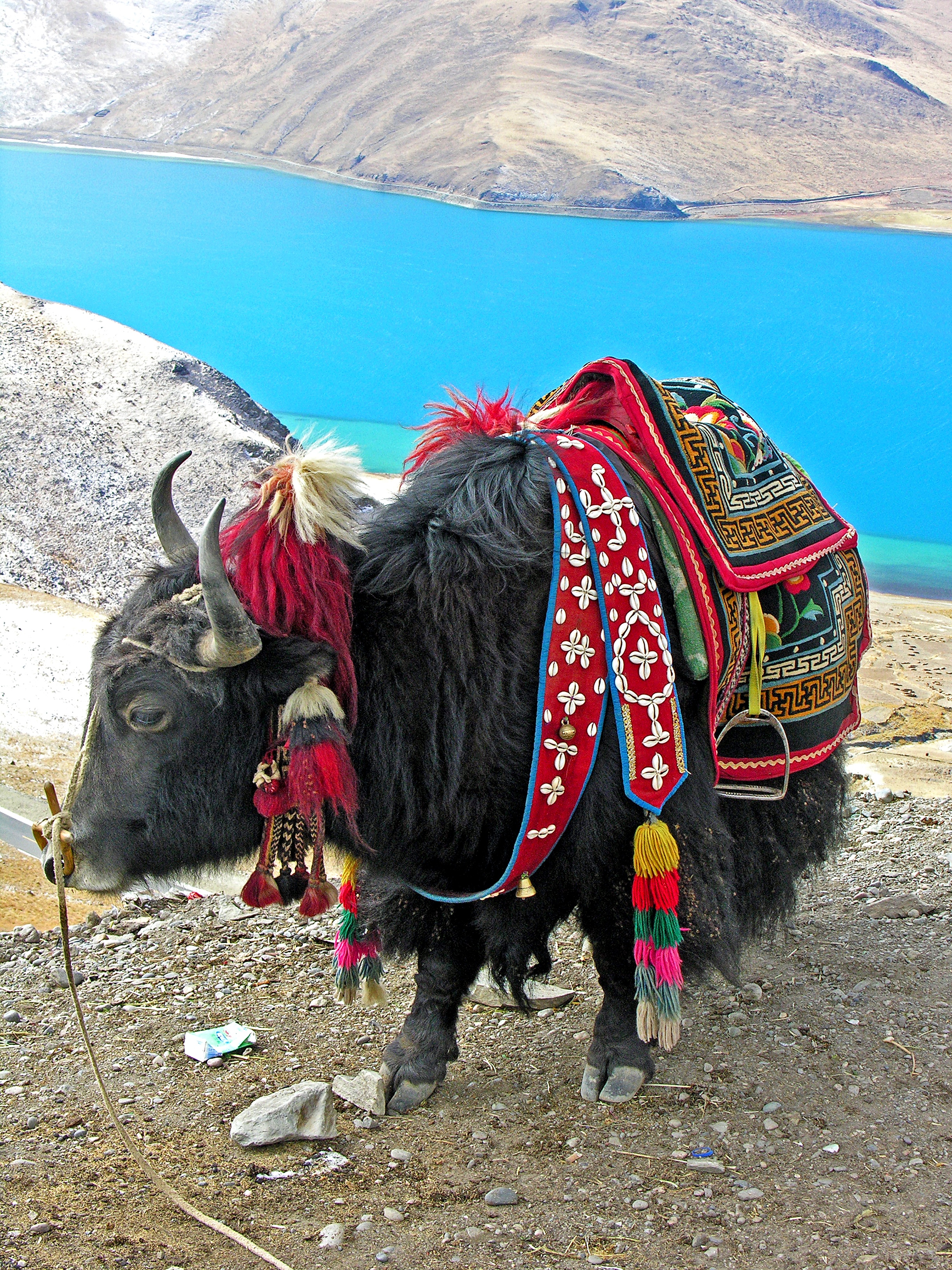
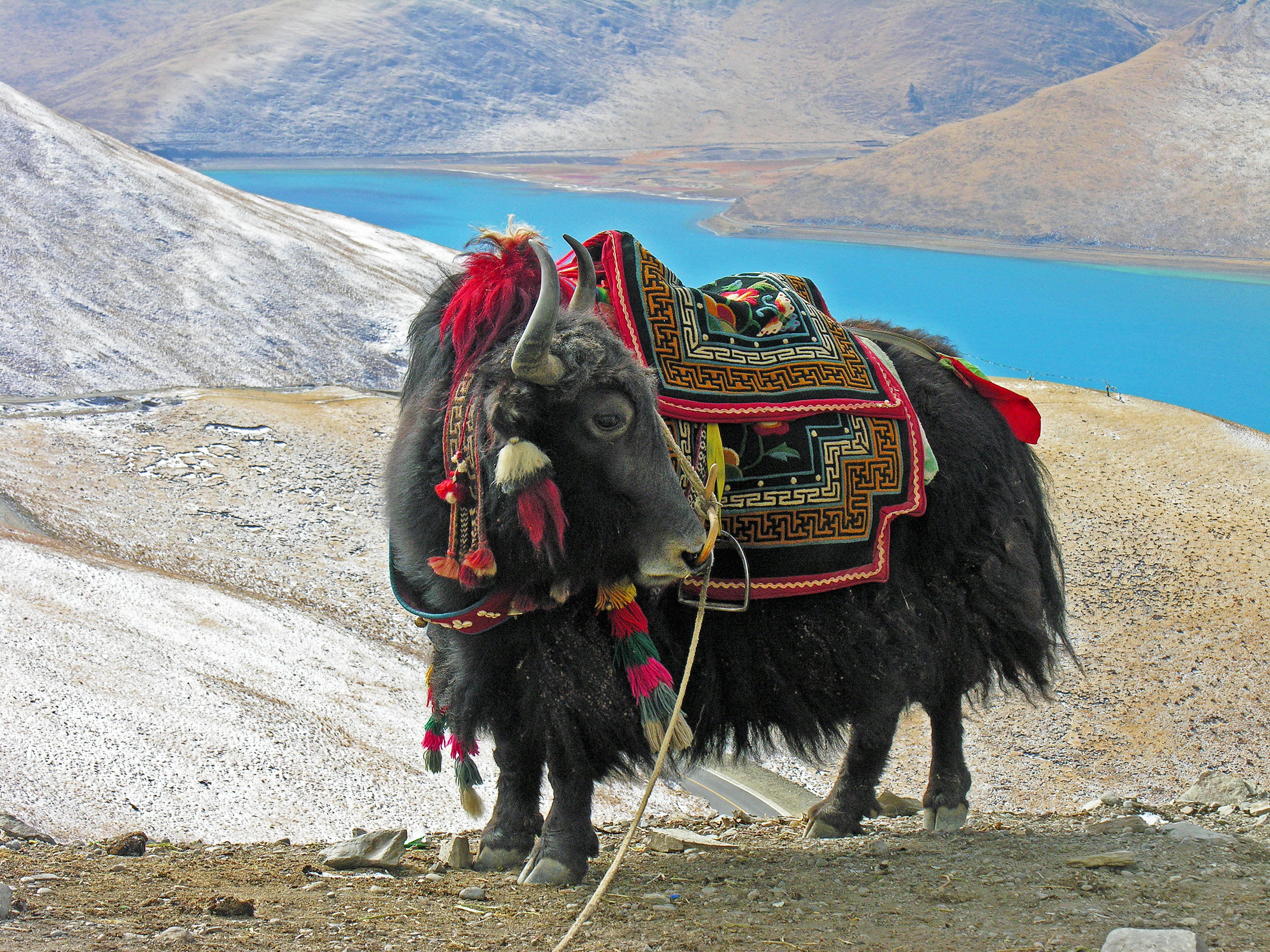
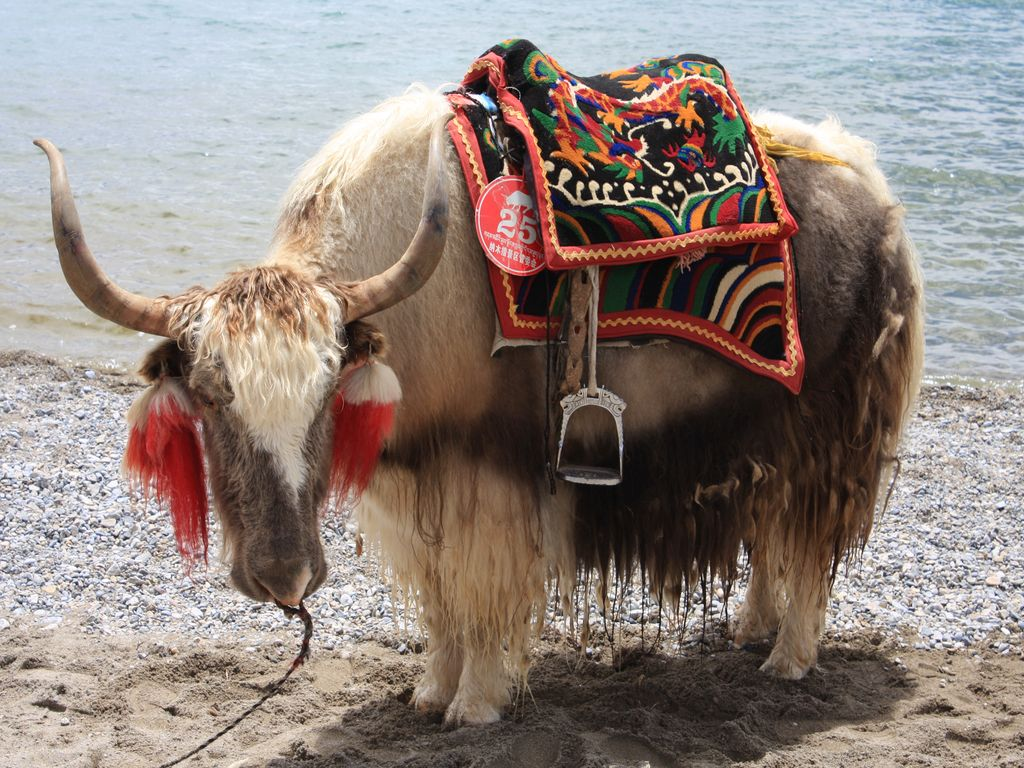
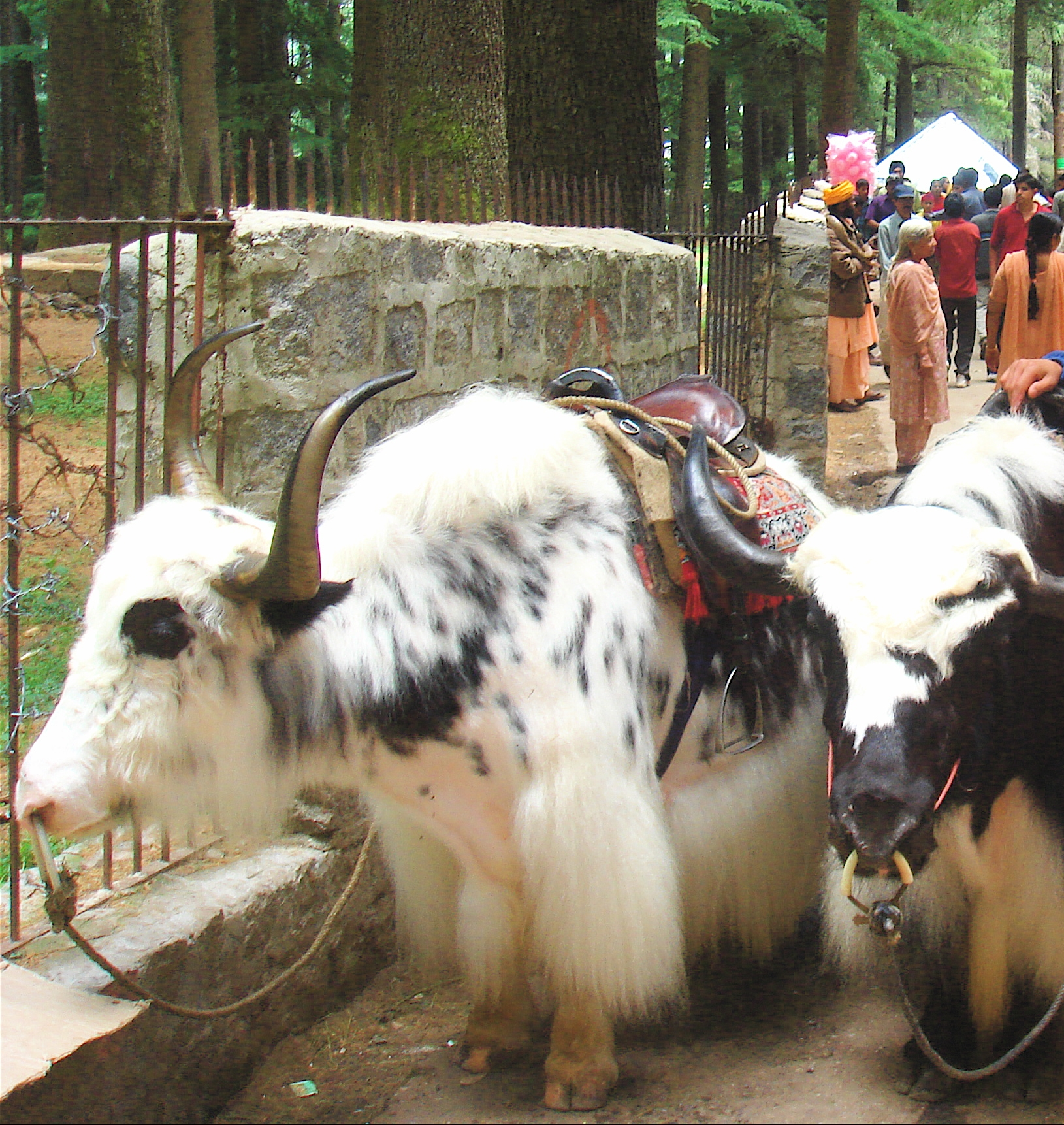
Bò Tây Tạng tại Manali, Ấn Độ với yên để cưỡi
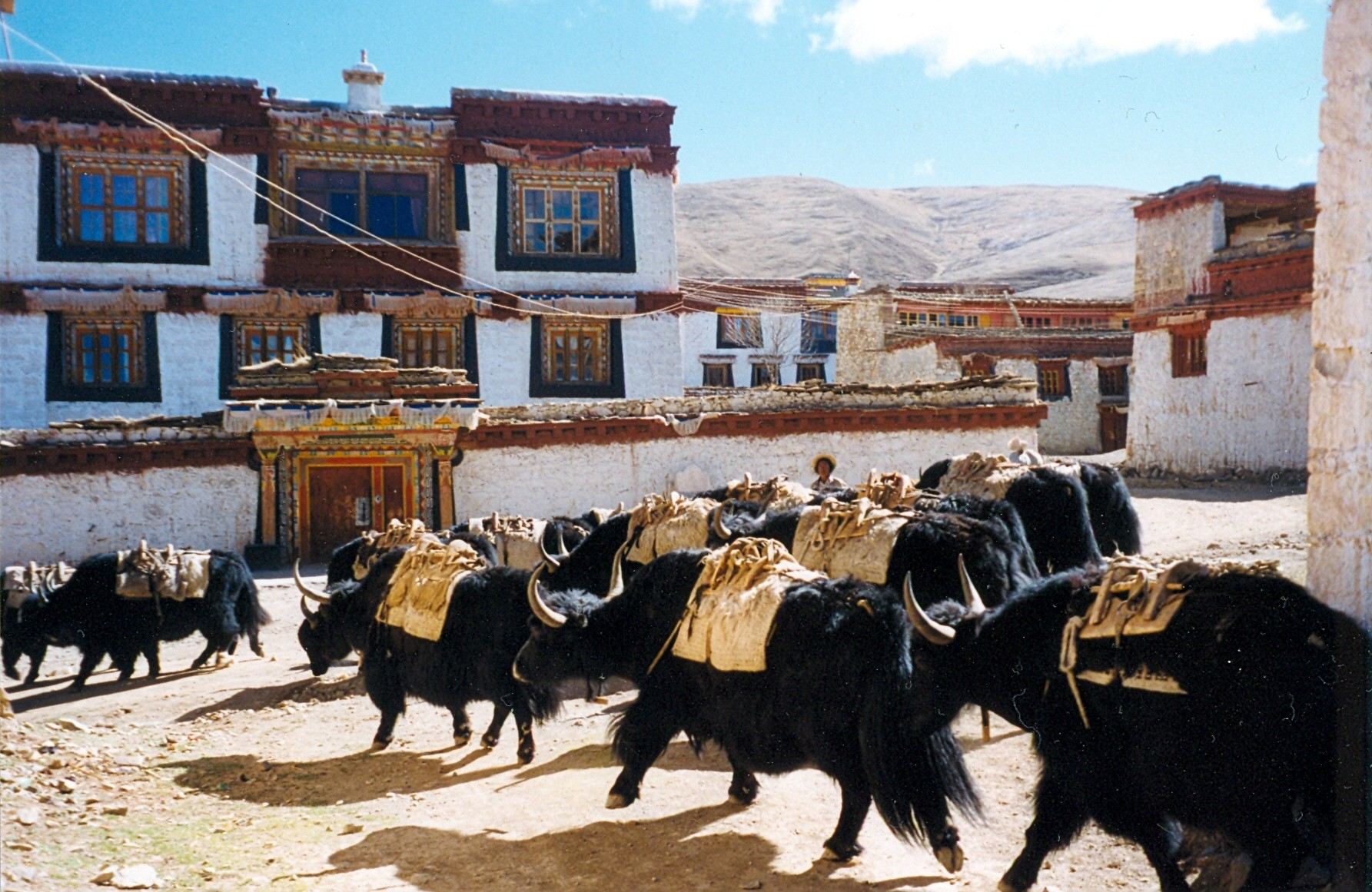
Một đàn bò Tây Tạng chở đồ đi qua tu viện Lý Đường ở Tứ Xuyên, Trung Quốc
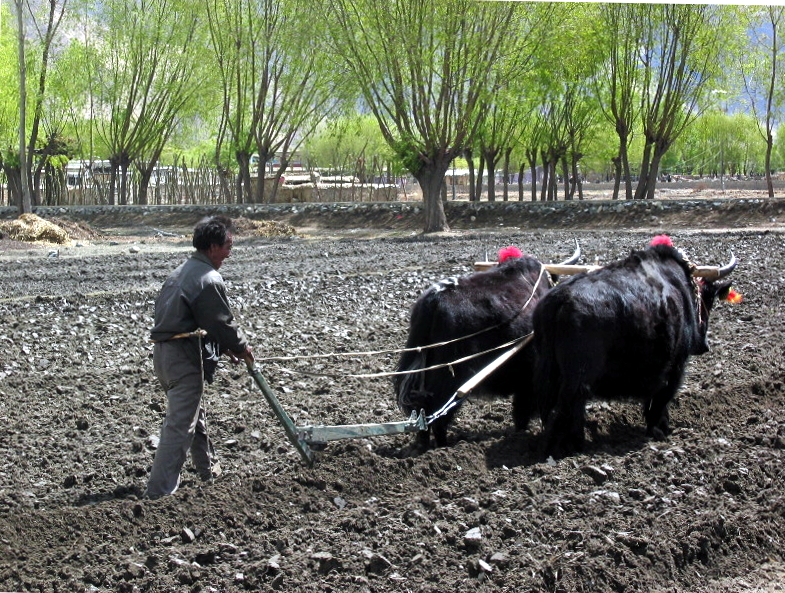
Bò Tây Tạng đang kéo cày trên đồng tại Tây Tạng.
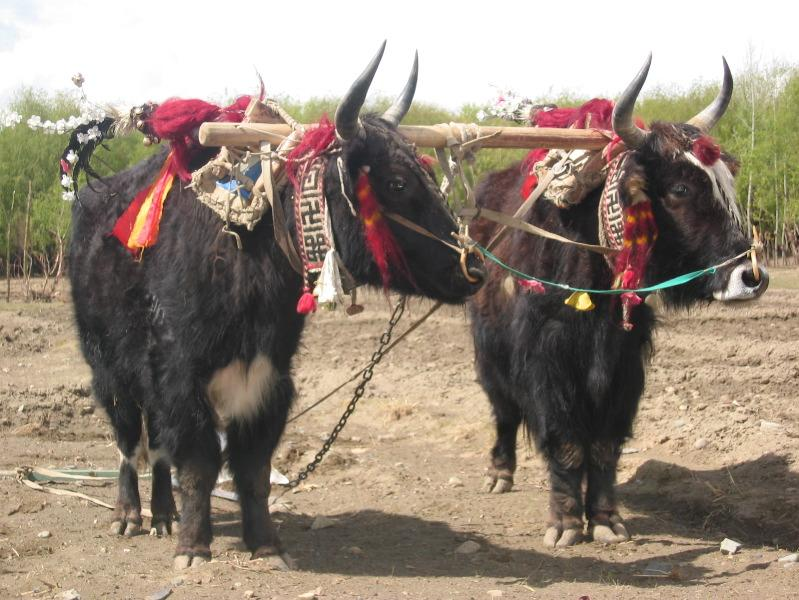
Tại Tây Tạng, bò Tây Tạng đôi khi được trang trí.
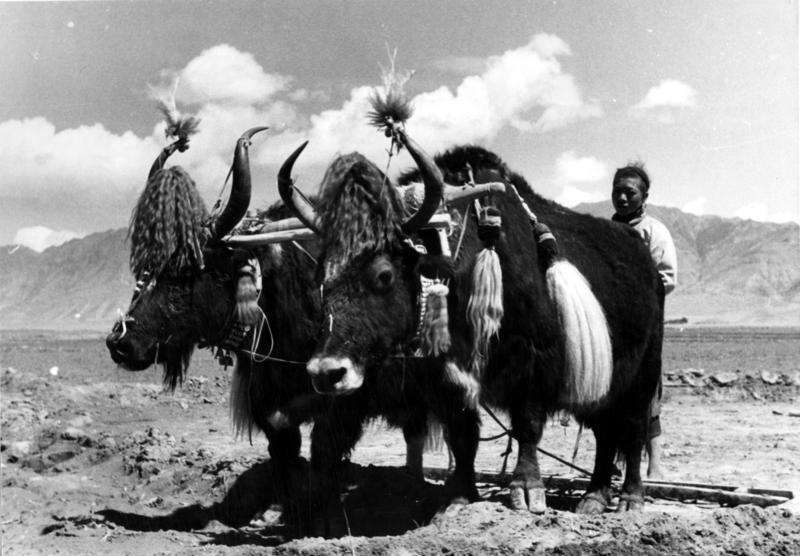
Người nông dân với các con bò Tây Tạng được trang trí gần Shigatse năm 1938.
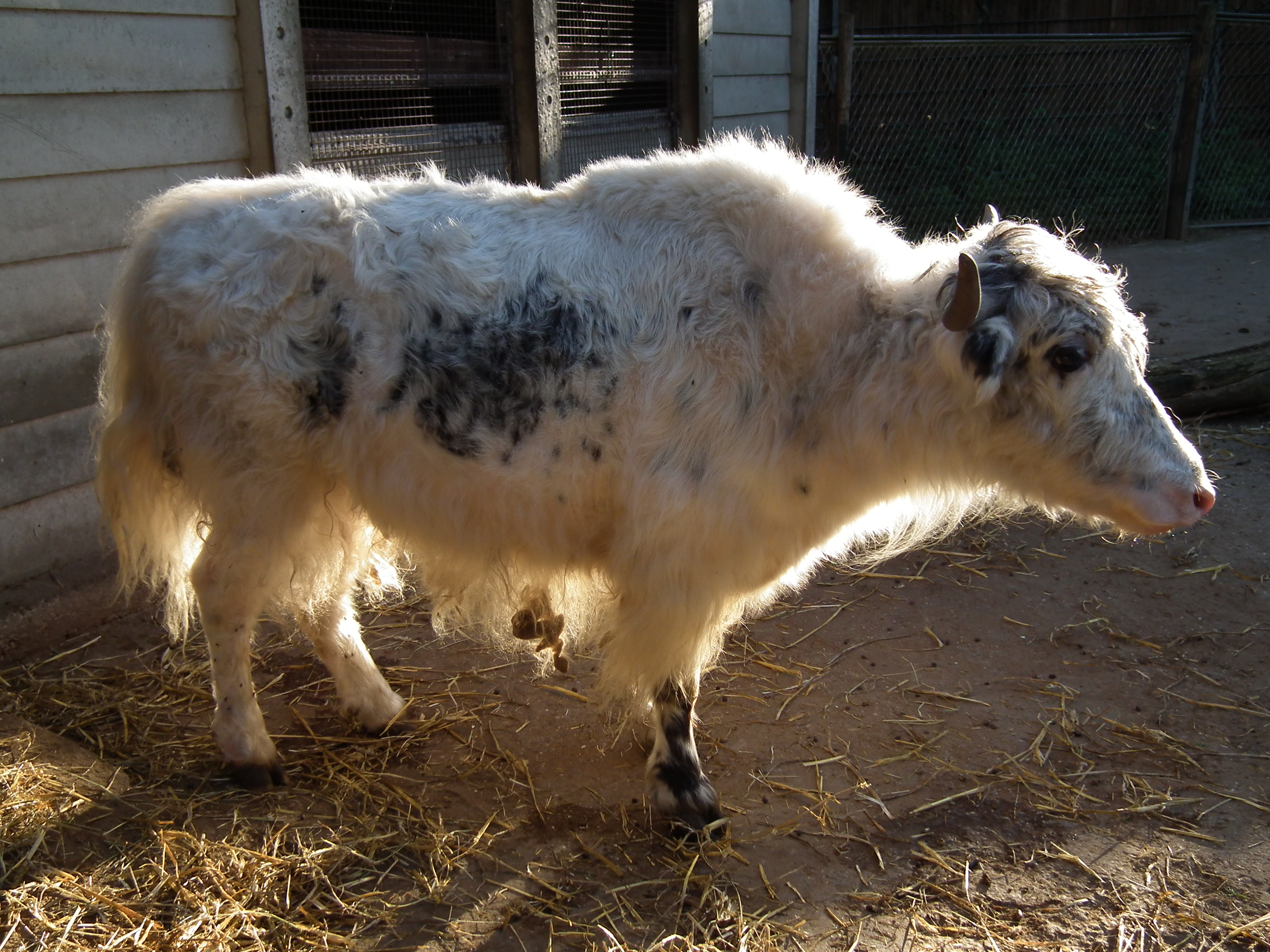
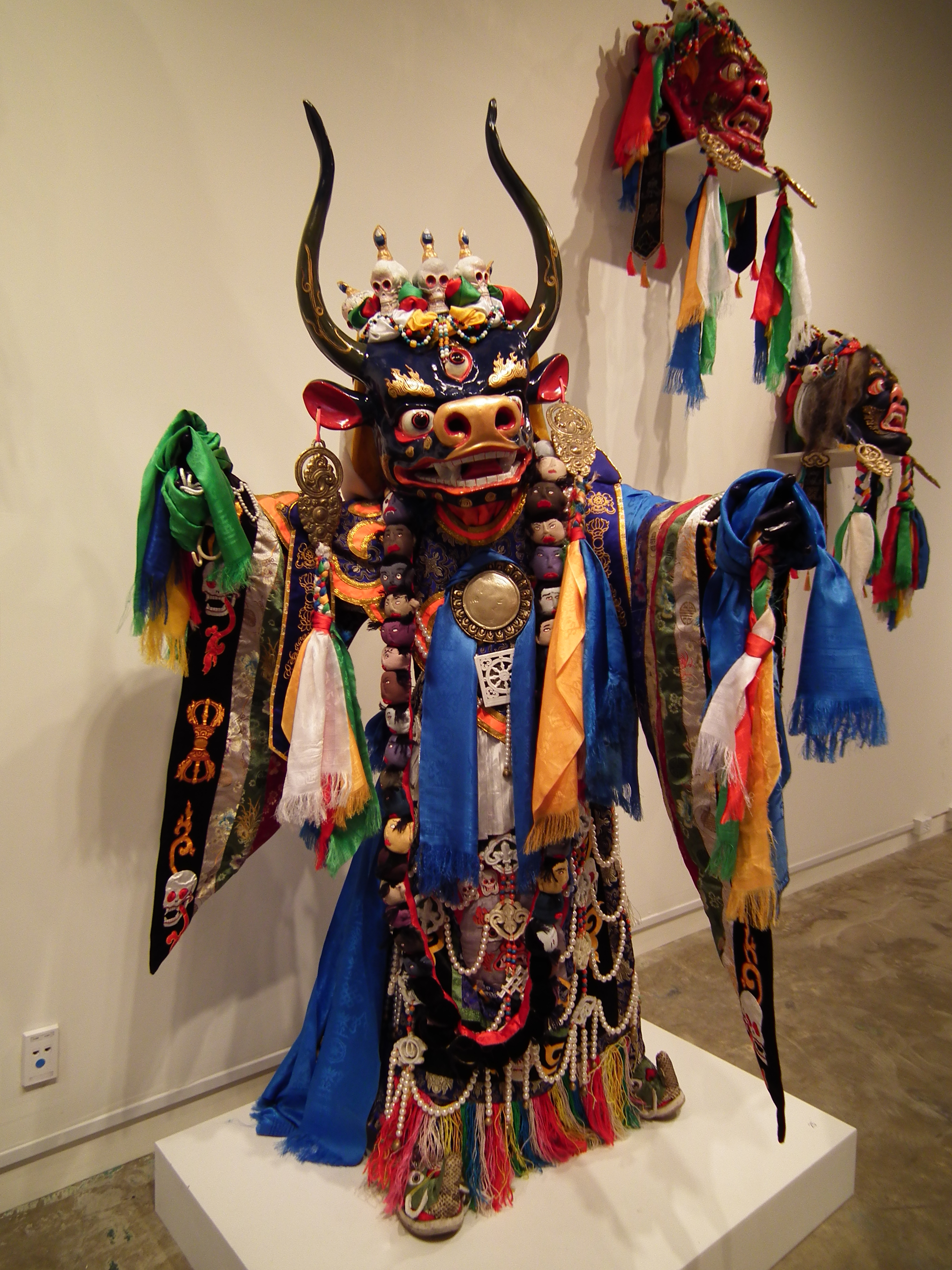
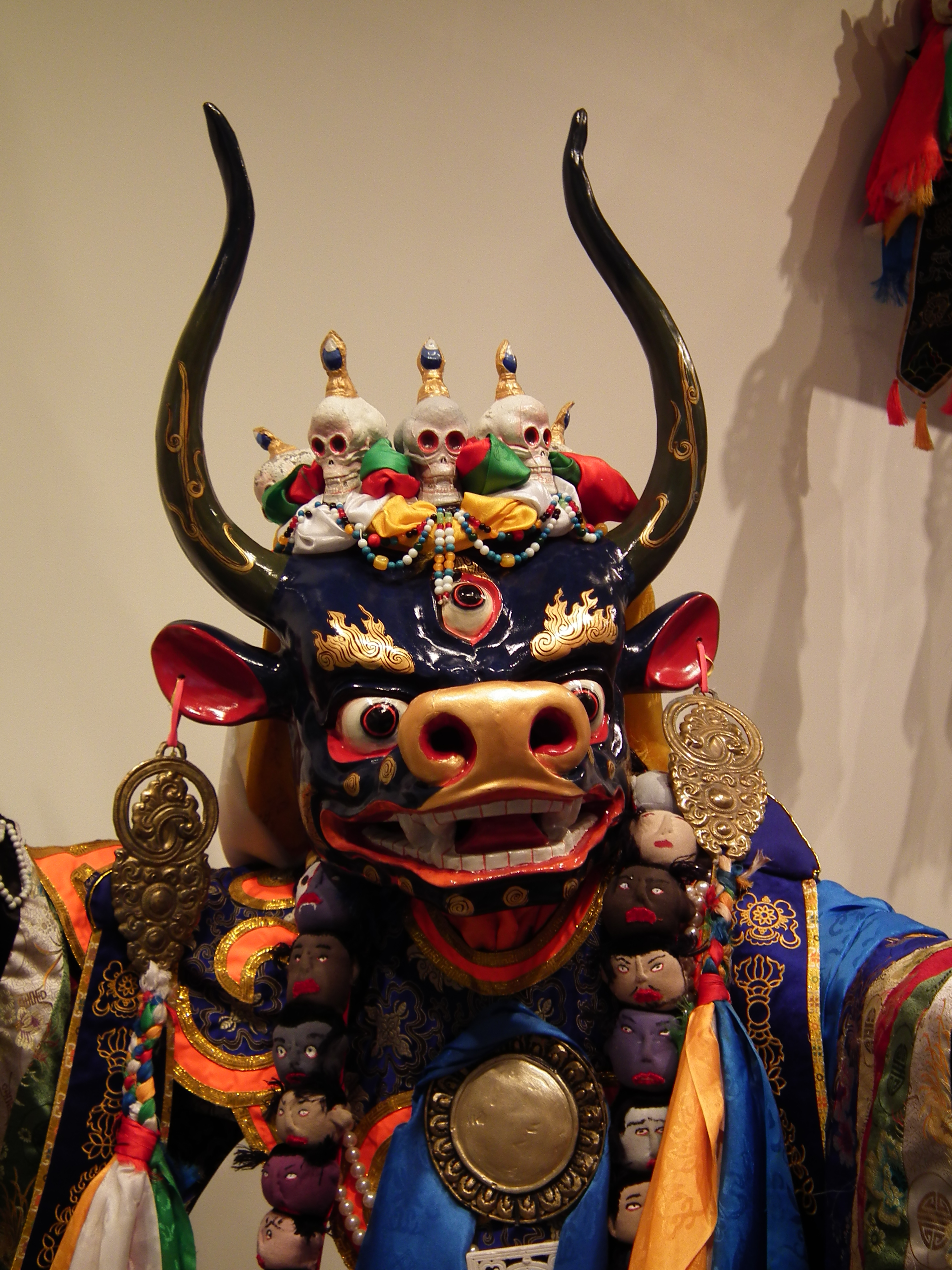
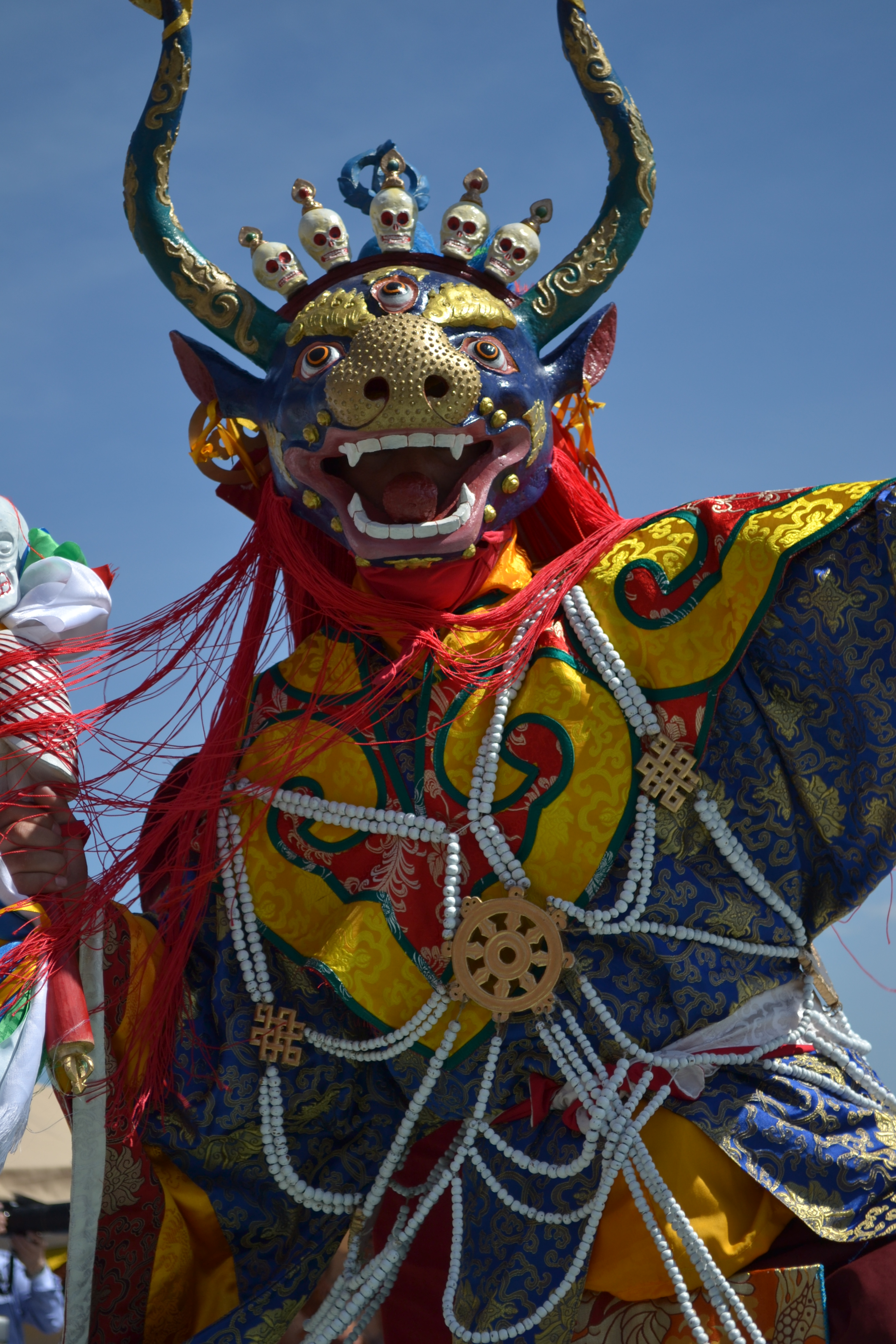